# Vasili V. Dokuceaev
Vasili V. Dokuceaev (n. 17 februarie/1 martie 1846, Milyukova⁠(d), Sychyovsky Uyezd⁠(d), gubernia Smolensk, Imperiul Rus – d. 26 octombrie/8 noiembrie 1903, Sankt Petersburg, Imperiul Rus) a fost un geolog și pedolog rus, profesor de mineralogie și cristalografie la Sankt Petersburg, cunoscut pentru cercetările cernoziomurilor pe întinsul Imperiului Rus.
O stradă din Chișinău, din zona Telecentru, îi poartă numele.